# Pennisetia fujianensis
Pennisetia fujianensis is een vlinder uit de familie wespvlinders (Sesiidae), onderfamilie Tinthiinae.
Pennisetia fujianensis is voor het eerst wetenschappelijk beschreven door Wang & Yang in 2002. De soort komt voor in het Oriëntaals gebied.